# Abantis venosa
Abantis venosa là một loài bướm ngày thuộc họ Bướm nhảy. Loài này được tìm thấy ở Zululand, Eswatini, Transvaal, Zimbabwe, Kenya và Uganda.
Sải cánh của loài này có độ dài 36–41 mm đối với con đực và 35–45 mm đối với con cái. Con trưởng thành mọc cánh quanh năm với đỉnh điểm vào cuối mùa hè từ tháng 2 đến tháng 4 và vào mùa xuân từ tháng 8 đến tháng 11.
Ấu trùng ăn Pterocarpus rotundifolius và Pterocarpus brenanii.